# Морське командування Військово-Морських Сил України
Морське командування Військово-Морських Сил України (МКом ВМС, в/ч А3274) — один з декількох органів військового управління у складі Командування Військово-Морських Сил України, на який покладено планування та управління морськими операціями і бойовими діями Військово-морських сил України на морі. Командування створене відповідно до плану реформування ВМС України, для оптимізації управління окремими напрямами
.

## Історія
У 2018 році відповідно до плану реформування Військово-морських сил України, для оптимізації управління окремими напрямками, ВМС поділіли на Морське командування ВМС України і Командування морської піхоти (абр. КМП).
З 9 по 21 липня 2018 року, новостворене Морське командування ВМС України приняло участь в навчаннях «Сі Бриз-2018». В ході яких, здійснювало управління багатонаціональними навчаннями «Сі Бриз-2018» з борту флагмана 6-го флоту США, корабля управління «USS Mount Whitney». Штабом керував капітан 1-го рангу Володимир Догонов.
23 вересня, два кораблі ВМС України — пошуково-рятувальне судно A500 «Донбас» та морський буксир A830 «Корець», здійснюючи перехід з Західної військово-морської бази, пройшли Керченську протоку і увійшли до акваторії Азовського моря. Ці судна стали основою новоствореної військово-морської бази у Бердянську.
25 листопада 2018 року підчас переходу з Одеси до Азовського моря два МБАКа Р175 «Бердянськ» і Р176 «Нікополь», а також рейдовий буксир А947 «Яни Капу», які були захоплені Росією разом з екіпажами.
22 вересня 2020 року, Морське командування суходолом перекинуло з Чорного моря в порт Бердянська ще два малі броньовані артилерійські катери проєкту 58155 (МБАКа).
У березні 2022 року ВМС України сформували перший дивізіон в складі річкової флотилії на Дніпрі. Річкова флотилія і дивізіон створені для забезпечення підтримки сил у прирічкових операційних районах, які діють біля Дніпра. До складу дивізіону увійшли 19 суден військово-річкового флоту, як цивільних з установленим озброєнням, так і військових (артилерійські катери проекту 363У).
У листопаді 2022 року у складі річкового дивізіону ВМС України на Дніпрі з'явилися перші американські катери Sea Ark Dauntless передані США. Всього має бути поставлено 10 таких катерів.

## Структура і склад сил
Корабельна складова ВМС України, станом на 2021 рік, нараховує 19 одиниць бойового складу (в тому числі 1 фрегат, 1 тральщик, 3 патрульні катери, 1 десантний корабель, 11 артилерійських, 1 десантний, 1 протидиверсійний катери) і близько 40 одиниць допоміжного флоту.
- Флотилія Військово-Морських Сил України (м. Одеса)
  - 1-й дивізіон кораблів охорони рейду (1 ДнКОР, м. Одеса)
  - 9-й дивізіон надводних кораблів (9 ДННК, м. Бердянськ Запорізька область)
  - 28-й дивізіон допоміжних суден (28 ДнДС, м. Одеса)
  - 29-й дивізіон надводних кораблів (29 ДННК, м. Очаків Миколаївська область)
  - 30-й дивізіон надводних кораблів (30 ДННК, м. Одеса)
  - 31-й дивізіон суден забезпечення (31 ДнСЗ, м. Очаків)
- Річкова флотилія Військово-Морських Сил України (м. Київ)[12]
  - 26-й окремий дивізіон річкових катерів
  - 27-й окремий дивізіон річкових катерів
- Частини безпосереднього підпорядкування
  - Військово-морська база «Південь» (м. Одеса; Чорне море)
    - 22-га окрема радіотехнічна рота (м. Одеса, пров. Маячний)
    - рота охорони ВМБ «Південь»

  - Південна ВМБ (м. Миколаїв; гирло р. Інгул)
    - 21-ша окрема радіотехнічна рота (м. Миколаїв)
    - рота охорона Південної ВМБ

  - Військово-морська база «Схід» (м. Бердянськ; Азовське море)
    - рота охорона ВМБ «Схід»

## Командування
Командувач
- капітан 1-го рангу Догонов Володимир Миколайович (2018 — т.ч.)[13]

Заступник командувача
- капітан 1-го рангу Кіріакіді Максим Вікторович (2018 — т.ч.)[14][15]